# 시미즈 긴지로
시미즈 긴지로(일본어: 清水 金二郎)는 일본의 축구 선수이다.

## 국가대표팀 경력
그는 1925년 극동 선수권 대회에 참가할 일본 국가대표팀에 발탁되었으며, 5월 20일 중화민국와의 경기에서 데뷔했다.

## 통계
| 일본 | 일본 | 일본 |
| 연도 | 출전 | 득점 |
| ---- | ---- | ---- |
| 1925 | 1    | 0    |
| 통산 | 1    | 0    |